# Necesito un amor
«Necesito un amor» es una canción del grupo de rock argentino Manal.

## Historia
Según su escritor Javier Martínez:

Tiene que ver con esa cosa de estar por la calle Corriente viendo minas y uno se vuelve loco. Estar en un bar viendo pasar chicas en primavera y es esa cosa un poco adolescente o de la primera juventud de que vos ves tantas minas hermosas y las querés todas.

## Grabación
«Necesito un amor» al igual que todas las canciones del álbum Manal, se grabó en los Estudios TNT, ubicados en la calle Moreno casi Avenida 9 de julio. El técnico de grabación fue Tim Croatto, exmiembro de Los TNT. La grabación de la canción contó con: Javier Martínez en batería y voz, Claudio Gabis en guitarra eléctrica, y Alejandro Medina en bajo eléctrico.

## Publicaciones
«Necesito un amor» fue editada como lado B de "No pibe" sencillo de Manal de 1969. En 1973 se editó en el álbum doble compilatorio Manal, editado por Talent. Fue registrada cuatro veces en vivo, en Manal en Obras de 1982, en Manal en vivo de 1994 (ambos grabados durante la reunión en 1980), en En vivo en el Roxy de 1995 (sin Claudio Gabis), y en Vivo en Red House de 2014 durante una breve reunión del grupo.

## Versiones
En el álbum Viva! Tequila! del grupo hispano-argentino Tequila, la banda hace una versión de dicho tema.
El show de Spinetta y Las Bandas Eternas, concierto registrado y editado en tres CD y DVD, incluye una versión de la canción hecho por Luis y sus hijos, Dante y Leeva (Valentino).

## Créditos
Manal
- Javier Martínez: voz y batería
- Claudio Gabis: guitarra eléctrica
- Alejandro Medina: bajo eléctrico

Otros
- Jorge Álvarez y Pedro Pujo: productores
- Salvador y Tim Croatto: técnicos en grabación